# Jane Cronin Scanlon
Jane Smiley Cronin Scanlon (geb. Cronin; sie publizierte auch als Jane Cronin; * 17. Juli 1922 in New York City, New York; † 19. Juni 2018 in Piscataway, New Jersey) war eine US-amerikanische Mathematikerin, die sich mit Differentialgleichungen und deren Anwendungen in der Biologie beschäftigte.
Scanlon studierte zuerst Physik und wurde 1949 in Mathematik an der University of Michigan bei Erich Rothe promoviert (Branch points of solutions of equations in Banach space, Transactions AMS, Band 69, 1950). Danach arbeitete sie als Mathematikerin bei der US Air Force und bei der American Optical Company und lehrte an Schulen (Wheaton College, Stonehill College). Ab 1957 lehrte sie am Polytechnic Institute of Brooklyn und ab 1965 war sie Professorin an der Rutgers University, wo sie 1991 in den Ruhestand ging. 
1985 war sie Noether Lecturer.
Scanlon befasste sich insbesondere mit qualitativer und geometrischer Theorie von Differentialgleichungen mit Anwendungen zum Beispiel auf die Gleichungen der Leitung von Nervenimpulsen (Hodgkin-Huxley-Gleichungen und andere).
Sie war verheiratet und hatte vier Kinder.

## Schriften
- Advanced Calculus, Boston, Heath 1967
- Differential equations: Introduction and Qualitative Theory, Dekker 1980, 2. Auflage 1994, 3. Auflage CRC/Chapman and Hall 2008
- Fixed points and topological degrees in nonlinear analysis, American Mathematical Society 1964
- Mathematical aspects of the Hodgkin-Huxley neural theory, Cambridge University Press 1987
- Mathematics of Cell Electrophysiology, Dekker 1981